# Bishounen
Bishounen (美少年 flot dreng) er den japanske betegnelse for idealbilledet på en flot, ung mand, især i manga og anime. Det kvindelige modstykke er bishoujo.
Bishounen bruges om androgyne mandlige figurer udformet efter japanske skønhedsidealer. Bishounen medvirker især i værker indenfor shoujo-genren, der henvender sig til et kvindeligt publikum. De kan også findes i genrene shounen-ai og yaoi, der handler om homoseksuelle forhold mellem mænd.
Skønhedsidealet for mænd med en slank krop og feminine ansigtstræk er meget udbredt i Japan. Det kommer blandt andet af, at der ofte leges med ombyttede kønsroller i japansk litteratur og kunst. For eksempel spilles kvinderollerne i kabuki-teater af mænd, mens manderoller i takarazuka-teatergrupper af kvinder.